# Dictyostelia
A Dictyostelia (ICZN, más néven Dictyostelea (ICZN) vagy Dictyosteliomycetes (ICN)) a nyálkagombák egy csoportja az Amoebozoa kládban. Először Lister írta le 1909-ben, majd Olive 1970-ben kiegészítette leírását.

## Életciklus
Szorokarpikus amőbák, termőtestük tönkös. Tönkje lehet sejtes vagy nem sejtes (acitoszteloid), ha sejtes, lehet el nem ágazó, ritkán elágazó (diktioszteloid) vagy laterális ágak köreivel sűrűn elágazó (poliszfondiloid). A tönk elhalt sejtek falaiból áll, spórái általában ellipszoidok, egyes fajokban gömbölyűek.

### Többsejtűség

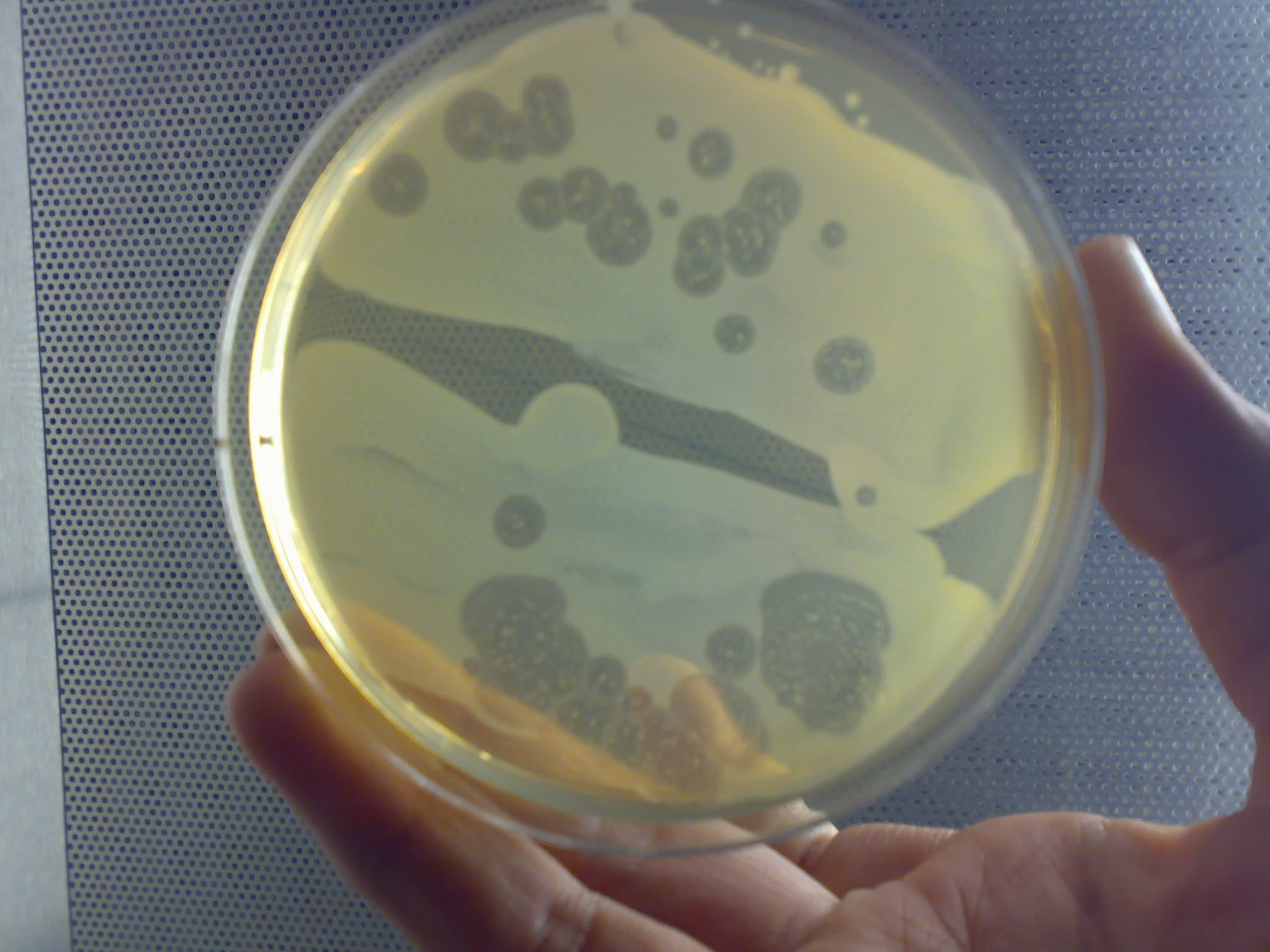
Dictyostelium Petri-csészében.

Ha sok tápláléka (általában baktériumok) van jelen, önálló amőbákként működnek, melyek normálisan osztódnak és táplálkoznak, azonban kevés táplálék esetén többsejtű csoporttá, álplazmódiummá (grex) ergyesülnek. Ennek határozott elülső és hátulsó része van, fény- és hőmérsékletgradiensekre reagál, és mozoghat. Megfelelő környezetben ez megérik, szorokarpiumot képezhet egy vagy több spóragömböt támasztó tönkkel. Spórái ellenálló sejtfalakkal védett inaktív sejtek, és elegendő táplálék esetén új amőbákká alakulnak.
Az Acytostelium szorokarpiumát cellulóztönk támasztja, más Dictyostelia-nemzetségekben a tönk sejtes, akár az eredeti amőbák többségéből is állhat. Kevés kivétellel e sejtek tönkképzéskor elhalnak, a grex és a termőtest részei egyértelműen megfeleltethetők. Az amőbák általában közelítő áramlatokban tapadnak össze, filopódiumokkal mozognak, és más amőbák által termelt vegyületekhez vonzódnak. A Dictyostelium discoideum összetapadását cAMP jelzi, de más fajok más vegyületeket (akrazin) is használnak. A Dictyostelium purpureumban az összetapadás rokonság és közelség alapján történik.
Az álplazmódium mozgás után vagy közvetlenül is képezhet termőtestet.

A Dictyostelium életciklusa

## Modellszervezetként
A Dictyostelium a molekuláris biológia és genetika a sejtkommunikáció, -differenciáció és programozott sejthalál kutatásában használt modellszervezete. Emellett az együttműködés és csalás fejlődésében is fontos példa. A Dictyostelium discoideumról szóló kutatási eredmények a DictyBase-en keresztül elérhetők.

## ADictyostelium discoideumaggregációs mechanizmusa
Az amőbaaggregáció ciklikus adenozin-monofoszfátot (cAMP) használ jelzőmolekulaként. Egy sejt (a kolónia létrehozója) stressz hatására cAMP-ot kezd szekretálni. Más sejtek észlelik e jelet, kétféleképp válaszolva:
- Az amőba a jel felé mozog.
- Az amőba további cAMP-ot szekretálva erősíti a jelet.

Így a jel a környező amőbapopulációban terjed, és a legmagasabb cAMP-koncentráció felé történő mozgást okoz. A sejten belüli mechanizmus a következő:
1. a cAMP-recepció a membránnál G-proteint aktivál, ez stimulálja az adenilát-ciklázt,
2. a cAMP a sejtből a közegbe diffundál,
3. a belső cAMP inaktiválja a külső-cAMP-receptort.
4. Egy másik G-protein foszfolipáz C-t stimulál,
5. inozit-triszfoszfát indukálja a kalciumfelszabadítást,
6. ez a sejtvázra hatva állábak megnagyobbodását indukálja.

Mivel a belső cAMP-koncentráció inaktiválja a külső-cAMP-receptort, az egyes sejtek oszcillálnak. Így a konvergáló kolóniák spirálokat alkotnak, és a Belouszov–Zsabotyinszkij-reakcióhoz és a 2 dimenziós ciklikus sejtautomatákhoz hasonlóan viselkednek.

## Genom
A teljes D. discoideum-genomot 2005-ben közölték Ludwig Eichinger et al. a Nature-ben. Haploid genomja mintegy 12 500 gént tartalmaz 6 kromoszómán, míg a diploid humán genom 20 000–25 000 gént tartalmaz (kétszer) 23 kromoszómapáron. AT-tartalma magas (közel 77%), így kodonhasználata a 3. helyen a több adenozinnak és timidinnek kedvez. Gyakoriak a tandem trinukleotid-ismétlődései, melyek emberben trinukleotid-ismétlődéses betegségeket okoznak.

## Ivaros szaporodás
Ivarosan szaporodhat sötét, nedves környezetben, ha amőboid sejtjei kevés bakteriális táplálékot kapnak. Hetero- és homotallikus Dictyostelium-példányok is szaporodhatnak így. Előbbit elsősorban a D. discoideumban írták le, utóbbit a D. mucoroidesben. A heterotallikus párzást az ellentétes ivarú csoportok ivarsejtjei indítják, a homotallikus csoportokban mindkét párzási típus előfordulhat.
A párzást a kis, mozgó ivarsejteket létrehozó gametogenezis indítja, Ezek egyesüléskor kis kétmagvú sejtet hoznak létre, melynek térfogata folyamatosan nő. Ennek során a magok is nőnek, majd egyesülve nagy diploid zigótává válnak. Eközben az amőbák cAMP-indukált kemotaxist végeznek a nagy sejt felszíne felé, így sejtaggregátum jön létre, ennek közepén a zigóta a körülötte lévő amőbákat bekebelezi, majd megemészti, és külső cellulózhéjjal körülvett makrocisztát képez, majd a csírázás előtt általában nyugalmi állapotban marad. A makrocisztában a diploid zigóta meiózisa, majd egymást követő mitózisai történnek. A makrociszta csírázásakor sok haploid amőboid sejtet bocsát ki.

## Rendszertan

### Rendszertantörténet
A Dictyostelium filogenetikája jelentősen változott az elmúlt évtizedekben. Első leírt faja az 1869-ben Osker Brefeld által leírt Dictyostelium mucoroides, a D. discoideumot először 1935-ben írták le, majd további fajokat írtak le Kenneth B. Raper, majd James Cavender és munkatársai. A Dictyosteliumot eredetileg az „alsóbbrendű gombák” közé sorolták, de később az Amoebozoába sorolták, ahová ma is tartozik.
A Dictyostelia filogenetikai csoportjai gyakran átrendeződtek az új bizonyítékok elérhetősége miatt. A ma elfogadott legtöbb filogenetika genomszekvenálást és SSU rDNS-t használ. A Dictyostelia 4 részcsoportból áll. Közülük a 4-es tagja a D. discoideum, és az aggregációkor használt cAMP-ban tér el.

### Evolúció
Fosszíliakalibrációs eredmények alapján a Dictyostelia eredetileg 2 fő ágra oszlott mintegy 520 millió évvel ezelőtt. Modern elméletek szerint tönk- és spóraképzése eredetileg a globális glaciális formációkhoz való adaptáció volt. A további fajképződés feltehetően a legtöbb glaciális formáció olvadása után történt. 1-es, 2-es és 3-as főcsoportja legtöbb fajai cisztát tudnak képezni az alacsony hőmérsékletek túléléséhez, de spóráik túl tudják élni az alacsonyabb hőmérsékleteket. A 4-es csoport a többi főcsoporttól a cisztaképzésre való képtelenségében különbözik, de spórái az alacsony hőmérsékletnek a többi csoportnál jobban ellenállnak.
Belső filogenetikája:
| Cavenderiaceae | Cavenderia |
|                | Cavenderia |

|  | Acytostelium  |
|  |               |
|  | Heterostelium |
|  |               |
|  | Rostrostelium |
|  |               |

| Cavenderiaceae | Cavenderia |
|                | Cavenderia |

|  | Acytostelium  |
|  |               |
|  | Heterostelium |
|  |               |
|  | Rostrostelium |
|  |               |

|  | Dictyostelium   |
|  |                 |
|  | Polysphondylium |
|  |                 |

|  | Tieghemostelium                                              |
|  |                                                              |
|  | \| \| Hagiwaraea \| \| \| \| \| \| Raperostelium \| \| \| \| |
|  |                                                              |
|  | Hagiwaraea                                                   |
|  |                                                              |
|  | Raperostelium                                                |
|  |                                                              |

|  | Hagiwaraea    |
|  |               |
|  | Raperostelium |
|  |               |

|  | Tieghemostelium                                              |
|  |                                                              |
|  | \| \| Hagiwaraea \| \| \| \| \| \| Raperostelium \| \| \| \| |
|  |                                                              |
|  | Hagiwaraea                                                   |
|  |                                                              |
|  | Raperostelium                                                |
|  |                                                              |

|  | Hagiwaraea    |
|  |               |
|  | Raperostelium |
|  |               |

|  | Dictyostelium   |
|  |                 |
|  | Polysphondylium |
|  |                 |

|  | Tieghemostelium                                              |
|  |                                                              |
|  | \| \| Hagiwaraea \| \| \| \| \| \| Raperostelium \| \| \| \| |
|  |                                                              |
|  | Hagiwaraea                                                   |
|  |                                                              |
|  | Raperostelium                                                |
|  |                                                              |

|  | Hagiwaraea    |
|  |               |
|  | Raperostelium |
|  |               |

|  | Tieghemostelium                                              |
|  |                                                              |
|  | \| \| Hagiwaraea \| \| \| \| \| \| Raperostelium \| \| \| \| |
|  |                                                              |
|  | Hagiwaraea                                                   |
|  |                                                              |
|  | Raperostelium                                                |
|  |                                                              |

|  | Hagiwaraea    |
|  |               |
|  | Raperostelium |
|  |               |

### Rendszertan
Dictyostelia Lister 1909 em. Olive 1970
- ?Calospeira Arnaud 1949
- ?Coenonia van Tieghem 1884 non Vandamme et al. 1999
- ?Synstelium Baldauf, Sheikh et Thulin 2017
- Actyosteliales Baldauf, Sheikh et Thulin 2017
  - Cavenderiaceae Baldauf, Sheikh et Thulin 2017
    - Cavenderia Baldauf, Sheikh et Thulin 2017

  - Acytosteliidae Raper ex Raper et Quinlan 1958
    - Acytostelium Raper 1956
    - Heterostelium Baldauf, Sheikh et Thulin 2017
    - Rostrostelium Baldauf, Sheikh et Thulin 2017
- Dictyosteliales Olive ex Kirk, Cannon et David 2001
  -  ?Coremiostelium Baldauf, Sheikh et Thulin 2017
  -  ?Heliomycopsis Arnaud 1949
  -  ?Pygmomyces Arnaud 1949
  - †?Myxomitodes Bengtson et al. 2007
  -  ?Rhabdocystis Arnaud 1949
  - Dictyosteliidae Rostafinski 1875 ex Cooke 1877
    - Dictyostelium Brefeld 1870
    - Polysphondylium Brefeld 1884

  - Raperosteliaceae Baldauf, Sheikh et Thulin 2017
    - Hagiwaraea Baldauf, Sheikh et Thulin 2017
    - Raperostelium Baldauf, Sheikh et Thulin 2017
    - Speleostelium Baldauf, Sheikh et Thulin 2017
    - Tieghemostelium Baldauf, Sheikh et Thulin 2017

## Legionella-modellgazda
A Dictyostelium számos molekuláris jellemzőben hasonlít a humán Legionella-gazda makrofágokra. A D. discoideum sejtvázösszetétele az emlőssejtekhez hasonló, ahogy az általa irányított folyamatok, például a fagocitózis, a membránforgalom, az endocitotikus tranzit és a vezikulumrendezés is. A leukocitákhoz hasonlóan a D. discoideum képes kemotaxisra. Így a Legionella-fertőzések gazdasejtfaktorokra gyakorolt hatása elemzése megfelelő modellrendszere.

## Fordítás
Ez a szócikk részben vagy egészben  a   Dictyostelid című angol Wikipédia-szócikk ezen változatának fordításán alapul.  Az eredeti cikk szerkesztőit annak laptörténete sorolja fel. Ez a jelzés csupán a megfogalmazás eredetét és a szerzői jogokat jelzi, nem szolgál a cikkben szereplő információk forrásmegjelöléseként.